# Sorbey (Moselle)
Sorbey település Franciaországban, Moselle megyében. Lakosainak száma 390 fő (2022. január 1.). Sorbey Aube, Courcelles-sur-Nied, Mécleuves, Pontoy és Sanry-sur-Nied községekkel határos.

## Népesség
A település népessége az elmúlt években az alábbi módon változott:
| Lakosok száma | 352  | 367  | 379  | 372  | 377  | 382  | 385  | 389  | 390  |
|               | 2013 | 2015 | 2016 | 2017 | 2018 | 2019 | 2020 | 2021 | 2022 |